# Gli straccioni
Gli straccioni è una commedia in prosa in cinque atti di Annibal Caro, ideato sulla falsariga de Leucippe e Clitofonte di Achille Tazio.
Caro scrisse Gli straccioni su invito di Pier Luigi Farnese, ma l'opera non fu data alle stampe se non quarant'anni dopo. Le ritrosie dell'autore erano di carattere eminentemente politico e geografico: l'ambientazione romana e le benevole allusioni alla famiglia Farnese precludevano, difatti, di mettere in scena la commedia fuori Roma.
L'opera uscì nel 1582, edita da Aldo Manuzio, ma pesantemente modificata nei contenuti e nella grafia. Basandosi sul manoscritto Urb.lat. 764 custodito presso la Biblioteca Apostolica Vaticana, nel 1942 Aulo Greco pubblicò un nuovo testo, più fedele alla versione originale.

## Trama

### Antefatto
Franco, padre di Giordano e fratello del padre di Tindaro, arriva a Roma da Genova nel 1527, ma muore lo stesso anno subito dopo la nascita del figlio.
Giordano parte per l'Oriente per reclamare l'eredità di messer Paolo, padre di Argentina e fratello di Giovanni, ma viene catturato dai turchi sulla via di casa; due anni dopo, la moglie Argentina manda Pilucca a cercarlo, ma viene catturato dai mori.
Nello stesso tempo, a Genova, Tindaro si innamora di Giulietta e la chiede in sposa ai due Straccioni. Essi sono due fratelli mercanti dall'aspetto talmente sciatto e trasandato che si sono guadagnati l'appellativo di cui sopra, divenuto una specie di secondo cognome; Giovanni nega il suo consenso. Ricambiato da Giulietta ed aiutato dall'amico Demetrio ed il servo Satiro, Tindaro rapisce la fanciulla proprio il giorno in cui i due fratelli avevano mandato una lettera alla madre di Tindaro, dichiarando di acconsentire al matrimonio.
Tindaro, Giulietta e Satiro fuggono verso Corfù, ma vengono catturati presso Zante dagli stessi turchi che avevano rapito Giordano. Con la scusa di cercare i soldi del riscatto, Tindaro convince i pirati a sbarcare lui e Satiro su un'isola limitrofa; l'incontro con un suo amico capitano di galee veneziane lo spingono ad attaccare i turchi. Questi ultimi, per salvarsi, simulano la morte di Giulietta uccidendo invece un'altra donna. Tindaro è costretto a fermare l'assalto per recuperare il cadavere e, nella disperazione, decide di cambiare nome in Gisippo e di andare a Roma. Di lui si innamora la vedova Argentina, ma il giovane fedele alla sua Giulietta non ricambia.
La salvezza dei turchi è solo momentanea, in quanto poco tempo dopo vengono sconfitti dalle galee pontificie. Giulietta – che cambia il nome in Agatina – viene fatta schiava da uno dei capitani cristiani e poi venduta a Marabeo. Egli la porta a Roma e la nasconde in casa del padrone per sedurla, ma senza successo.
La madre di Tindaro riceve la lettera degli Straccioni e manda Demetrio a cercare il figlio, ma viene catturato dagli stessi mori che avevano rapito Pilucca. Cinque anni dopo il duo riesce a fuggire, per poi recarsi a Roma l'uno per cercare Tindaro e l'altro Argentina. Lo stesso giorno arrivano i due fratelli Straccioni, in cerca di notizie di Tindaro ma principalmente per reclamare alcune gioie rubate dai Grimaldi, i quali hanno incaricato tre bravotti – Ciullo, Fuligatto e Lispa – di far credere di essere i legittimi proprietari dei gioielli attraverso la complicità indiretta del pazzo Mirandola.

### La commedia
La scena si svolge a Roma davanti a palazzo Farnese, ove è presente la bottega di Barbagrigia e la casa di Marabeo; i tempi dell'azione sono quelli di Paolo III, precisamente nel 1543. La casa di madonna Argentina non si trova più nel limitrofo Campo de' Fiori, ma è stata spostata per consentire i lavori di ampliamento del quartiere e fare spazio al palazzo Farnese.
Demetrio e Pilucca arrivano a Roma ed incontrano lo stampatore Barbagrigia, a cui Pilucca racconta la loro disavventura e rivela la presunta morte di Giordano. Rimasto solo, Demetrio incontra gli Straccioni - che non lo riconoscono - e poi Tindaro, da cui viene a sapere l'altrettanta presunta morte di Giulietta e dell'infatuazione di Argentina. L'amico e Barbagrigia convincono Tindaro a prenderla in moglie e con essa dimenticare il suo amore; sia pur con riluttanza, Tindaro accetta.
Nel frattempo, Pilucca incontra Marabeo, viene a sapere della cattività di Giulietta e decide di aiutarlo, come in molte altre malefatte ("E mentre che ragiona con Barbagrigia sarà bene che me ne vada a ber un tratto col fattore e a rinovar la lega con lui di rubar la padrona"). Nemmeno fanno in tempo a stringere alleanza che subito si presentano due problemi da risolvere. Il primo è la fantesca Nuta, che ha parlato con Giulietta attraverso una crepa e ricevuto una lettera da dare al governatore. Il secondo è il matrimonio stesso di Tindaro ed Argentina, perché se essa si risposasse i due bravi non potrebbe fare più i loro comodi. Decidono, così, di far ritardare le nozze tramite l'aiuto di frate Cerbone, che fa credere a Demetrio dello stato interessante di Argentina ad opera di un cardinale.
Demetrio decide di ritardare le nozze per sincerarsi della verità delle asserzioni e nel frattempo invita Tindaro a fingersi malato. Ma gli Straccioni incontrano di nuovo il duo e, scoperta l'identità di Gisippo e la "morte" di Giulietta, si dirigono dal procuratore per farsi giustizia. Lì incontrano Mirandola che, fuorviato dai bravi dei Grimaldi, li accusa di essere stato da loro derubato delle stesse gioie che erano venuti a reclamare, ma viene beffato dandogli in scambio un inesistente anello dell'invisibilità.
Nello stesso tempo Giordano fa ritorno a Roma, viene a sapere da Marabeo di Giulietta e cerca di sedurla, ma con scarsi risultati. Viene inoltre a sapere del matrimonio che doveva aver luogo tra Tindaro ed Argentina. Pilucca e Marabeo decidono di approfittarne mettendo Tindaro e Giordano l'uno contro l'altro, sperando che essi si eliminino a vicenda. Distolta nuovamente da loro l'attenzione, i due bravi cercano di spostare Giulietta in un altro nascondiglio, ma ella riesce a salvarsi richiamando l'attenzione del procuratore. Egli le garantisce il suo appoggio e la fa stare per qualche tempo in casa di Argentina.
In breve tempo, tutto volge alla felice conclusione. Tindaro e Giordano si scoprono cugini e si riconciliano con le proprie donne, Argentina si scopre nipote di Giovanni ed i due Straccioni acconsentono al matrimonio di Giulietta con Tindaro. Marabeo e Pilucca, inoltre, vengono perdonati delle loro bravate.

## L'argomento
A differenza della tradizione, che prevedeva (secondo la teoria derivata dalla Poetica di Aristotele) un argomento semplice o doppio, Gli Straccioni ne presenta uno triplice. Esso consiste nella pratica legale degli straccioni, il ritrovamento di Giulietta e la scoperta di un'altra nipote (Argentina): tre argomenti, comunque, che costituiscono in ogni caso un unicum e che rispettano la tradizionale intenzione di dilettare il pubblico.
Il vero elemento di novità rispetto alla tradizione è il modello di riferimento: non una novella boccaccesca o un classico latino, bensì un romanzo greco, Le avventure di Leucippe e Clitofonte di Achille Tazio.

## Confronti con Achille Tazio
La storia di Caro è una esplicita rielaborazione drammatica della seconda parte della storia di Leucippe e Clitofonte: Clitofonte crede Leucippe uccisa dai pirati e nella disperazione si sposta a Efeso, ove la vedova Melite si innamora di lui. Ma il rientro inaspettato del marito Tersandro – anch'egli creduto morto – complica la vicenda, mettendo in serio pericolo non solo Clitofonte, ma anche Leucippe, sua prigioniera. Da qui la storia prende una piega diversa rispetto al dramma e si concluderà in maniera leggermente diversa: i due innamorati si rincontreranno, Clitofonte si proscioglierà dall'accusa di aver sedotto Melite, mentre Tersandro sarà costretto ad abbandonare la città e la moglie per paura delle ritorsioni dei cittadini.
Oltre che per la diversa conclusione e l'introduzione di nuovi personaggi, l'opera del Caro si distingue anche per la diversa caratterizzazione dei personaggi protagonisti del romanzo.
Tindaro non è l'innamorato che spasima per un bene vicino ma irraggiungibile, ma quello che piange la scomparsa dell'amata (“Morta è, ella, quanto al mondo, ma nell'animo mio sarà sempre viva e immortale”); si caratterizza come una specie di un'amante spirituale, che non desidera altri amori e si confida con amici e servi, i quali però o non lo ascoltano oppure cercano addirittura di approfittarne. Un personaggio ben diverso dal Clitofonte di Tazio, che cede molto più facilmente alle lusinghe di Melite e perde con lei la verginità, invece di conservarla fino alle nozze con l'amata come era tipico del genere.
In netta contrapposizione al linguaggio ed al pensiero di Tindaro è Giordano, che conserva il carattere del personaggio originario: triviale e violento, cerca più l'amore carnale che quello spirituale. La differenza dal personaggio greco è che esso risulta più una vittima dei due servi e delle circostanze che non quel mostro disposto a tutti pur di ottenere vendetta e possedere la bella Leucippe.
Anche la figura del servo, con l'eccezione di Satiro (peraltro, l'unico personaggio del dramma che conserva il nome del romanzo), risulta radicalmente modificata. Pilucca e Marabeo non sono più gli astuti alleati del padrone, ma sono individui arrivisti e disonesti, che contrariamente al topos classico non sciolgono la vicenda, ma la complicano; a livello motivazionale, il duo ha come unica aspirazione la roba (“La padrona a l'amore e noi a la robba”). È da escludere, inoltre, una qualsiasi rappresentazione “realistica” dello strato sociale: nessuno dei personaggi umili, infatti, parla in dialetto o si differenzia nel linguaggio da quello dei nobili.
Quanto ai personaggi femminili c'è da dire che essi non risultano cambiati nel carattere o nelle motivazioni, ma il loro ruolo drammatico è di gran lunga diminuito. Argentina/Melite, uno dei personaggi più attivi nel romanzo, si vede pochissimo in scena ed è necessaria solo come pretesto per le nozze di Tindaro, mentre Giulietta/Leucippe è più un oggetto di ricerca che non un personaggio.

## Curiosità
- Il personaggio di Barbagrigia fu realmente uno stampatore vissuto a Roma accanto a palazzo Farnese. Il suo vero nome era Antonio Blado d'Asola.
- Anche gli Straccioni erano dei mercanti tirchi e trasandati realmente esistiti.
- In IV, 5 gli Straccioni ingannano il pazzo Mirandola convincendolo a rinunciare alla causa delle gioie in cambio di due oggetti straordinari: una eliotropia ed un anello in grado di rendere invisibili. Questi sono proprio i due oggetti estratti da due famose opere della tradizione letteraria: l'uno è pietra di Calandrino in Decamerone VIII, 3, l'altro l'anello di Angelica dell'Orlando Furioso.